# Dalechampia cuyabensis
Dalechampia cuyabensis là một loài thực vật có hoa trong họ Đại kích. Loài này được Mart. ex Baill. mô tả khoa học đầu tiên năm 1864.